# Diocesi di Usinaza
La diocesi di Usinaza (in latino Dioecesis Usinazensis) è una sede soppressa e sede titolare della Chiesa cattolica.

## Storia
Usinaza, identificabile con Saneg nell'odierna Algeria, è un'antica sede episcopale della provincia romana della Mauritania Cesariense.
Unico vescovo conosciuto di questa diocesi africana è Donaziano, il cui nome appare al 29º posto nella lista dei vescovi della Mauritania Cesariense convocati a Cartagine dal re vandalo Unerico nel 484; Donaziano, come tutti gli altri vescovi cattolici africani, fu condannato all'esilio.
Dal 1933 Usinaza è annoverata tra le sedi vescovili titolari della Chiesa cattolica; dal 19 giugno 2009 il vescovo titolare è Marie Pierre François Auguste Gaschy, C.S.Sp., già vicario apostolico delle Isole di Saint-Pierre e Miquelon.

## Cronotassi

### Vescovi residenti
- Donaziano † (menzionato nel 484)

### Vescovi titolari
- Franz Wolfgang Demont, S.C.I. † (27 gennaio 1936 - 15 giugno 1964 deceduto)
- Roger-Alfred Despatie † (20 maggio 1968 - 8 febbraio 1973 nominato vescovo di Hearst)
- Vittorio Cecchi † (1º giugno 1973 - 23 luglio 1998 deceduto)
- Jean-Luc Brunin (20 aprile 2000 - 6 maggio 2004 nominato vescovo di Ajaccio)
- Pascal Delannoy (30 giugno 2004 - 10 marzo 2009 nominato vescovo di Saint-Denis)
- Marie Pierre François Auguste Gaschy, C.S.Sp., dal 19 giugno 2009